# Черкаський край
«Черкаський край» — областная газета Черкасской области Украины.

## История
История издания началась 5 ноября 1918 года, когда из печати вышел первый номер газеты "Знамя коммунизма".
С 1922 до 1941 года газета выходила под несколькими разными названиями.
В ходе Великой Отечественной войны 22 августа 1941 года Черкассы были оккупированы наступавшими немецкими войсками, в условиях оккупации (продолжавшейся до 14 декабря 1943 года) газета не издавалась.
В декабре 1943 года издание газеты было возобновлено (сначала под названием «Черкаські вісті», затем под наименованием «Прапор комунізму»).
После образования Черкасской области издание стало областной газетой и официальным печатным органом Черкасского областного комитета компартии Украины и областного Совета народных депутатов. С 7 февраля 1954 года она начала выходить под названием «Черкаська правда». Выходила шесть раз в неделю (300 номеров в год).
В 1955 году тираж газеты составлял 40 000 экземпляров, в течение 1956 года был увеличен с 40 тыс. до 42 тыс. экз., в 1957 году составлял 42 тыс. экз., в 1958 и 1959 гг. - 45 тыс. экз., в течение 1960 года был увеличен с 45 тыс. до 48 тыс. экз..
В 1956 году в редакции газеты проходил практику студент В. А. Симоненко (в дальнейшем, с 1957 до 1960 года поэт работал в газете в качестве постоянного журналиста). Ещё одним из работников газеты в послевоенное время был Герой Советского Союза А. В. Тканко.
В 1968 году газета была награждена орденом "Знак Почёта".
В 1984 и 1985 годы тираж газеты составлял 116 000 экземпляров.
В 1986 году тираж газеты составлял 115 100 экземпляров, в 1987 году - 111 800 экземпляров, в 1988 году - 109 000 экземпляров, в 1989 году - 99 000 экземпляров, в 1990 году - 85 250 экземпляров.
С 1 января 1991 года газета выходит под названием «Черкаський край».

## Современное состояние
Газета выходит два раза в неделю (по средам и пятницам).